# Exposición Internacional de Beit Dagon (1956)
La Exposición Especializada de Beit Dagon de 1956 fue regulada por la Oficina Internacional de Exposiciones y tuvo lugar durante el mes de mayo de dicho año en la ciudad israelí de Beit Dagon. Esta exposición especializada tuvo como tema la agricultura. La candidatura de la muestra se presentó el 8 de noviembre de 1955.